# Hrvatska republička nogometna liga 1950.
Hrvatska republička nogometna liga je predstavljala četvrti rang nogometne lige u Jugoslaviji u sezoni 1950. 

Sudjelovalo je 12 klubova, a prvak lige, ujedno i prvak Hrvatske je postao Tekstilac iz Varaždina. 
 
Zbog ukidanja Treće savezne lige, Hrvatska liga je u sezoni 1951. postala liga trećeg stupnja, ali podijeljena u dvije skupine: Sjever i Jug.

## Ljestvica
| mj. | klub                             | ut. | pob. | ner. | por. | gol+ | gol- | bod |
| --- | -------------------------------- | --- | ---- | ---- | ---- | ---- | ---- | --- |
| 1.  | Tekstilac Varaždin               | 22  | 14   | 3    | 5    | 67   | 31   | 31  |
| 2.  | Naprijed Sisak                   | 22  | 12   | 5    | 5    | 41   | 23   | 29  |
| 3.  | Jedinstvo Zagreb                 | 22  | 13   | 3    | 6    | 40   | 29   | 29  |
| 4.  | Slavija Karlovac                 | 22  | 13   | 3    | 6    | 38   | 28   | 29  |
| 5.  | Mladost Zagreb                   | 22  | 10   | 5    | 7    | 45   | 33   | 25  |
| 6.  | Sloboda Varaždin                 | 22  | 8    | 5    | 9    | 39   | 31   | 21  |
| 7.  | Dinamo Vinkovci                  | 22  | 9    | 3    | 10   | 30   | 31   | 21  |
| 8.  | Rudar Raša                       | 22  | 7    | 3    | 12   | 33   | 45   | 17  |
| 9.  | Zadar                            | 22  | 7    | 3    | 12   | 26   | 49   | 17  |
| 10. | Braća Bakić Bjelovar             | 22  | 6    | 4    | 12   | 27   | 47   | 16  |
| 11. | Slaven Borovo (Borovo – Vukovar) | 22  | 5    | 5    | 12   | 33   | 46   | 15  |
| 12. | Proleter Pula                    | 22  | 4    | 6    | 12   | 27   | 53   | 14  |

## Rezultatska križaljka
| kratica | klub                             | BRB | DIN | JED | MLA | NAP | PRO | RUD | SLAB | SLAK | SLO | TEK | ZAD |
| --- | -------------------------------- | --- | --- | --- | --- | --- | --- | --- | ---- | ---- | --- | --- | --- |
| BRB | Braća Bakić Bjelovar             |     |     |     |     |     |     |     |      |      |     |     |     |
| DIN | Dinamo Vinkovci                  |     |     |     |     |     |     |     |      |      |     |     |     |
| JED | Jedinstvo Zagreb                 |     |     |     |     |     |     |     |      |      |     |     |     |
| MLA | Mladost Zagreb                   |     |     |     |     |     |     |     |      |      |     |     |     |
| NAP | Naprijed Sisak                   |     |     |     |     |     |     |     |      |      |     |     |     |
| PRO | Proleter Pula                    |     |     |     |     |     |     |     |      |      |     |     |     |
| RUD | Rudar Raša                       |     |     |     |     |     |     |     |      |      |     |     |     |
| SLAB | Slaven Borovo (Borovo – Vukovar) |     |     |     |     |     |     |     |      |      |     |     |     |
| SLAK | Slavija Karlovac                 |     |     |     |     |     |     |     |      |      |     |     |     |
| SLO | Sloboda Varaždin                 |     |     |     |     |     |     |     |      |      |     |     |     |
| TEK | Tekstilac Varaždin               |     |     |     |     |     |     |     |      |      |     |     |     |
| ZAD | Zadar                            |     |     |     |     |     |     |     |      |      |     |     |     |
| |                                  |     |     |     |     |     |     |     |      |      |     |     |     |
| podebljan rezultat - utakmice od 1. do 11. kola (1. utakmica između klubova) rezultat normalne debljine - utakmice od 12. do 22. kola (2. utakmica između klubova) rezultat nakošen - nije vidljiv redoslijed odigravanja međusobnih utakmica iz dostupnih izvora rezultat nakošen i smanjen * - iz dostupnih izvora nije uočljiv domaćin susreta prekrižen rezultat - poništena ili brisana utakmica p - utakmica prekinuta 3:0 p.f. / 0:3 p.f. - rezultat 3:0 bez borbe |                                  |     |     |     |     |     |     |     |      |      |     |     |     |

## Kvalifikacije za Hrvatsku ligu
Kvalifikacije za Hrvatsku ligu za 1951. godinu.
| poluzavršnica     | poluzavršnica | poluzavršnica        | poluzavršnica |
| ----------------- | ------------- | -------------------- | ------------- |
| Borac Zagreb      | –             | Radnik Velika Gorica | 1:3, 0:2      |
| Belje Kneževo     | –             | Slaven Koprivnica    | 1:1, 1:2      |
|                   |               |                      |               |
| završnica         |               |                      |               |
| Slaven Koprivnica | –             | Radnik Velika Gorica | 2:1, 1:0      |

Izvori: